# 押川國秋
押川 國秋（おしかわ くにあき、1930年4月24日  - ）は、日本の脚本家、小説家。宮崎県生まれ。

## 来歴・人物
実家は結婚式場兼料理店を経営。高鍋高等学校、中央大学法学部卒。
元々脚本家という仕事をよく知らず、漠然と小説家を志していたことはあったが、大学生時代に野田高梧の『シナリオ構造論』を読んだことがきっかけで脚本家を志す。
本人は人間の問題として安楽死に興味があった。24歳の時に亡くなった父親が「もし俺が倒れて半身不随になったり口が利けなくなったら、殺してくれ」と良く言っていたということで、この自身の体験を結び合わせて書いた『罪』という作品で日本新人シナリオコンクールにて佳作入選。1959年、佐久間良子主演東映映画『ふたりの休日』で脚本家デビュー、東映脚本課入り。その後フリーで映画やテレビドラマの脚本を多く書く。1999年に「十手人」で第10回時代小説大賞を受賞。
プロ野球は巨人ファンだと話していたことがある。

## 担当作品
- 特別機動捜査隊（1961-1977年 / NET）
- 悪魔くん（1966-1967年・全26話 / NET）

| 放送日        | 話数 | サブタイトル | 監督     |
| ------------- | ---- | ------------ | -------- |
| 1967年 2月9日 | 19   | 地獄脱出作戦 | 竹本弘一 |
| 3月16日       | 24   | カマキリ仙人 | 竹本弘一 |
- ローンウルフ 一匹狼（1967-1968年・全39話 / 日本テレビ）

| 放送日          | 話数 | サブタイトル   | 監督     |
| --------------- | ---- | -------------- | -------- |
| 1967年 11月14日 | 5    | 真夜中の訪問者 | 鈴木敏郎 |
| 1968年 3月19日  | 23   | パリ行461便    | 小西通雄 |
| 5月21日         | 32   | 殺意の夜景     | 鈴木敏郎 |
- 日本剣客伝（1968年・全10話 / NET）

| 放送日                                    | 話数 | サブタイトル | 原作     | 監督       |
| ----------------------------------------- | ---- | ------------ | -------- | ---------- |
| 1968年 10月9日 10月16日 10月23日 10月30日 | 8    | 高柳又四郎   | 村上元三 | 伊賀山正光 |
- 新・日本剣客伝（1969年・全4話 / NET）

| 放送日                               | 話数 | サブタイトル | 原作     | 監督   |
| ------------------------------------ | ---- | ------------ | -------- | ------ |
| 1969年 1月1日 1月8日 1月15日 1月22日 | 1    | 後藤又兵衛   | 大佛次郎 | 山田稔 |
- ブラックチェンバー（1969年 / フジテレビ）
- 特命捜査室（1969年 / フジテレビ）
- プロファイター（1969年・全13話 / 日本テレビ）

| 放送日        | 話数 | サブタイトル     | 監督     |
| ------------- | ---- | ---------------- | -------- |
| 1969年 2月2日 | 5    | かわいい非情な女 | 白井更生 |
- プレイガール（1969-1974年・全287話 / 東京12チャンネル）

| 放送日         | 話数 | サブタイトル                   | 監督       |
| -------------- | ---- | ------------------------------ | ---------- |
| 1969年 4月28日 | 4    | 青い真珠に手を出すな           | 山田達雄   |
| 5月19日        | 7    | 女が命を賭ける時               | 小沢茂弘   |
| 8月18日        | 20   | 女はピンチに強くなる           | 田口勝彦   |
| 10月20日       | 29   | 女度胸の見せどころ             | 島津昇一   |
| 12月22日       | 38   | 女のどたん場                   | 島津昇一   |
| 1970年 2月2日  | 44   | 悪童の性典                     | 伊賀山正光 |
| 3月23日        | 51   | 女は体で勝負する               | 中川信夫   |
| 5月18日        | 59   | 妻は外で何をしていた?          | 原田雄一   |
| 8月17日        | 72   | 死霊の哭く家                   | 島津昇一   |
| 8月24日        | 73   | 八百長恋どろ棒                 | 島津昇一   |
| 11月30日       | 87   | 女命の預け方                   | 島崎喜美男 |
| 1971年 1月18日 | 94   | 恋の長崎殺人事件               | 原田雄一   |
| 4月26日        | 108  | 情事は殺しの後にしろ           | 山田稔     |
| 8月16日        | 124  | 怪談喜劇・女乗せない戦車なら   | 島崎喜美男 |
| 9月20日        | 129  | 凄さ世界一の女                 | 井田探     |
| 1972年 1月17日 | 146  | 女の武器は熱い肌               | 原田雄一   |
| 4月3日         | 157  | 迫力世界一の女                 | 原田雄一   |
| 8月28日        | 178  | 怪談・情炎幽鬼の館             | 中川信夫   |
| 10月16日       | 185  | 女は全裸で勝負する             | 加島昭     |
| 10月23日       | 186  | 女の武器は燃える肌             | 原田雄一   |
| 11月20日       | 190  | 男泣かせの濡れた肌             | 島崎喜美男 |
| 1973年 4月30日 | 213  | 裸女は楽園に帰れ               | 加島昭     |
| 7月30日        | 226  | さすらいの逃亡者               | 中川信夫   |
| 8月13日        | 228  | 怪談・美女の亡霊が欲情に燃えた | 原田雄一   |
| 8月20日        | 229  | 海底の全裸死美人               | 加島昭     |
| 10月29日       | 239  | 裸女深海の決闘                 | 島崎喜美男 |
| 12月24日       | 247  | 私の足は左きき                 | 小山幹夫   |
| 1974年 2月11日 | 254  | 銃口をやわ肌に向けろ!          | 原田雄一   |
| 4月29日        | 265  | 出雲女は裸で一騎打ち           | 加島昭     |
| 5月27日        | 269  | 必殺! 空手やわ肌拳法           | 原田雄一   |
| 6月17日        | 272  | 怪談 悲恋の亡霊屋敷            | 島崎喜美男 |
- 日本任侠伝 第1シリーズ（1969年・全3話 / NET）

| 放送日                                | 話数 | サブタイトル | 監督   |
| ------------------------------------- | ---- | ------------ | ------ |
| 1969年 6月4日 6月11日 6月18日 6月25日 | 3    | 会津の小鉄   | 松島稔 |
- 日本任侠伝 第2シリーズ（1969年・全3話 / NET）

| 放送日                                    | 話数 | サブタイトル | 監督     |
| ----------------------------------------- | ---- | ------------ | -------- |
| 1969年 11月10日 11月17日 11月24日 12月1日 | 2    | 伊那の勘太郎 | 渡辺成男 |
- 江戸川乱歩シリーズ 明智小五郎（1970年・全26話 / 東京12チャンネル）

| 放送日        | 話数 | サブタイトル            | 監督     |
| ------------- | ---- | ----------------------- | -------- |
| 1970年 6月6日 | 9    | 緑衣の鬼                | 江崎実生 |
| 7月4日        | 13   | 一寸法師                | 若林幹   |
| 8月22日       | 20   | 恐怖の毒蜘蛛 芋虫より   | 島津昇一 |
| 9月5日        | 22   | 怪人ゴリラ男 恐怖王より | 原田雄一 |
- キックの鬼（1970-1971年 / TBS）
- 原始少年リュウ（1971-1972年 / TBS）
- キイハンター（1968-1973年・全262話 / TBS）

| 放送日         | 話数 | サブタイトル                   | 共同脚本 | 監督     |
| -------------- | ---- | ------------------------------ | -------- | -------- |
| 1972年 7月29日 | 226  | 夏の陽の追跡! 逃亡のハネムーン | 池田雄一 | 小西通雄 |
- 人造人間キカイダー（1972-1973年・全43話 / NET）

| 放送日         | 話数 | サブタイトル                 | 監督     |
| -------------- | ---- | ---------------------------- | -------- |
| 1972年 9月16日 | 10   | サソリブラウン人間爆発に狂う | 畠山豊彦 |
- キカイダー01（1973-1974年・全46話 / NET）

| 放送日        | 話数 | サブタイトル                  | 監督       |
| ------------- | ---- | ----------------------------- | ---------- |
| 1973年 8月4日 | 13   | 怪談 妖怪ロクロ首の挑戦       | 今村農夫也 |
| 8月25日       | 16   | 恐怖! ミイラ男のニトロ爆弾    | 永野靖忠   |
| 10月20日      | 23   | 悪魔のヒトデ女 人類絶滅寸前!! | 畠山豊彦   |
- 右門捕物帖（1974-1975年・全51話 / NET）

| 放送日         | 話数 | サブタイトル | 監督     |
| -------------- | ---- | ------------ | -------- |
| 1974年 9月11日 | 24   | 盗まれた花嫁 | 鈴木敏郎 |
- Gメン’75（1975年 / TBS）
- ザ★ゴリラ7（1975年 / NET）
- コードナンバー108 7人のリブ（1976年 / 関西テレビ）
- 事件(秘)お料理法（1977年 / 関西テレビ）
- 特捜最前線（1977-1987年 / テレビ朝日）
- ジャッカー電撃隊（1977年 / テレビ朝日）
- スパイダーマン（1978-1979年 / 東京12チャンネル）
- 大空港（1978-80年 / フジテレビ）
- 江戸の牙 第15話「遺恨 鮮血の伴天連印」（1980年 / テレビ朝日）
- 爆走!ドーベルマン刑事（1980年 / テレビ朝日）
- 87分署シリーズ 裸の街 （1980年 / フジテレビ）
- 源さん（1983年 / 日本テレビ）
- 夏樹静子サスペンス (1986年 / 関西テレビ)

| 放送日        | サブタイトル   | 監督     | 出演                |
| ------------- | -------------- | -------- | ------------------- |
| 1986年1月27日 | 逃亡者         | 大槻義一 | 佳那晃子 夏八木勲   |
| 1987年4月20日 | 誰知らぬ殺意   | 関本郁夫 | 和由布子 原田芳雄   |
| 1987年5月18日 | 死ぬよりつらい | 加藤彰   | 田中美佐子 阿木燿子 |
- 夏樹静子トラベルサスペンス (1988年 / テレビ東京)

| 放送日        | サブタイトル           | 監督     | 出演              |
| ------------- | ---------------------- | -------- | ----------------- |
| 1988年4月11日 | 寝台特急の女・密室殺人 | 小林俊一 | 香山美子 山田吾一 |
| 1988年5月2日  | 白いクーペの女         | 奥中惇夫 | 黒木瞳 小野みゆき |
- 火曜サスペンス劇場 (日本テレビ)

| 放送日       | サブタイトル           | 監督       | 出演              |
| ------------ | ---------------------- | ---------- | ----------------- |
| 1991年2月5日 | ルノアール名画殺人事件 | 佐々木章光 | 小川知子 石橋蓮司 |

## 小説
- 風の記憶（1994年10月、日本図書刊行会/ISBN 4-7733-2901-7）
- 十手人（2000年3月、講談社/ISBN 4-06-273681-0）
- 勝山心中（2001年10月、講談社/ISBN 4-06-274890-8）
- 人斬り忠臣蔵（2002年8月、幻冬舎/ISBN 4-344-00215-6）
- 螢の舟（2004年7月、廣済堂出版<廣済堂文庫>/ISBN 4-331-61106-X）
- 辻斬り（2004年8月、講談社/ISBN 4-06-212515-3）
- 下郎の首（2006年2月、廣済堂出版<廣済堂文庫>/ISBN 4-331-61209-0）

- 臨時廻り同心日下伊兵衛
  - 捨て首（2005年12月、講談社<講談社文庫>/ISBN 4-06-275265-4）
  - 中山道の雨（2006年6月、講談社<講談社文庫>/ISBN 4-06-275419-3）
  - 母の剣法（2006年12月、講談社<講談社文庫>）
  - 佃の渡し（2007年6月、講談社<講談社文庫>）
  - 八丁堀日和（2007年12月、講談社<講談社文庫>）

- 本所剣客長屋
  - 見習い用心棒（2008年10月、講談社<講談社文庫>）
  - 左利きの剣法（2009年3月、講談社<講談社文庫>）